# Сезарски, Катрин
Катрин Жанна Сезарски (фр. Catherine Jeanne Cesarsky), урождённая Катрин Жанна Гаттеньо (фр. Catherine Jeanne Gattegno, род. 24 февраля 1943 года) — аргентинский и французский астроном, известная своей успешной исследовательской деятельностью в нескольких центральных областях современной астрофизики. Она была президентом Международного астрономического союза (2006—2009) и генеральным директором Европейской южной обсерватории (1999—2007). В 2017 году она стала председателем правления проекта радиотелескопа Square Kilometer Array.

## Биография
Катрин Сезарски родилась во Франции, выросла в Аргентине и получила степень в области физических наук в Университете Буэнос-Айреса. В 1971 году она получила степень доктора астрономии в Гарвардском университете (Кембридж, штат Массачусетс, США) и в течение трех лет была преподавателем Калифорнийского технологического института.

## Карьера
В 1974 году она переехала во Францию, став сотрудником Service d’Astrophysique, Direction des Sciences de la Matière, Commissariat à l’Energie Atomique, и продолжила свою дальнейшую карьеру во Франции. С 1985 по 1993 год она возглавляла Службу астрофизики. Позже, в качестве директора Direction des Sciences de la Matière с 1994 по 1999 год, она руководила около 3000 ученых, инженеров и техников, активно участвовавших в широком спектре программ фундаментальных исследований в области физики, химии, астрофизики и наук о Земле. С 1999 по 2007 год она была генеральным директором Европейской южной обсерватории. Катрин руководила проектом, отвечающим за завершение строительства Очень Большого Телескопа (VLT) и его инструментов, а также за заключение соглашений и первую часть строительства Атакамского комплекса сети радиотелескопов (ALMA), она начала исследования для Европейского большого телескопа. В настоящее время она является Верховным комиссаром по атомной энергии во Франции, советником французского правительства по вопросам науки и энергетики. Сезарски возглавляет комитет по научной программе Французского космического агентства, Национальный центр космических исследований, и Консультативный комитет Европейского сообщества по атомной энергии — Fusion. С августа 2006 г. по август 2009 г. Катрин занимала должность президента Международного астрономического союза. Она является лауреатом премии COSPAR (Комитет по космическим исследованиям) 1998 года в области космических наук, членом или иностранным членом различных академий (Французская академия наук, Academia Europaea, Международная академия астронавтики, Национальная академия наук США, Шведская королевская академия наук, Лондонское королевское общество) и почетный доктор Женевского университета. Катрин Сезарски — командующий Национальным орденом Мерита и командующий орденом Почетного легиона.

## Исследовательская деятельность
Доктор Сезарски известна своей исследовательской деятельностью в нескольких центральных областях современной астрофизики. Первая часть её карьеры была посвящена области высоких энергий. Это включало исследования распространения и состава галактических космических лучей, вещества и полей в диффузной межзвездной среде, а также ускорения частиц при астрофизических толчках. Затем она обратилась к инфракрасной астрономии. Она была главным исследователем камеры на борту инфракрасной космической обсерватории Европейского космического агентства, которая летала в период с 1995 по 1998 год. Таким образом, она возглавляла центральную программу, которая изучала инфракрасное излучение от различных галактических и внегалактических источников, которая дала новые захватывающие результаты по звездообразованию и галактической эволюции. Эти данные были объединены посредством дальнейших наблюдений с помощью ESO VLT, спутников Spitzer, а теперь и Herschel.

## Награды и почести
- Лауреат премии Комитета по космическим исследованиям в области космических наук (1998)
- Кавалер Национального ордена Мерита (1989)
- офицер ордена «За заслуги» (1999)[5].
- офицер ордена Почётного легиона (2004)[6].
- командор ордена «За заслуги» (2008)
- Кавалер / командор / великий офицер Почетного легиона (1994/2011/2018)[7]
- Приз Жюля Жансена Общества астрономии Франции (Французское астрономическое общество) (2009 г.)
- Медаль Тейт 2020 года, присуждаемая Американским институтом физики каждые два года негражданам США за их лидерство[8]
- Член Французской академии наук (2007 г.)[9]
- Член Academia Europaea
- Член Международной академии астронавтики
- Иностранный член Национальной академии наук США (2005 г.)[10]
- Иностранный член Шведской королевской академии наук
- Иностранный член Лондонского королевского общества (2005)[11]
- Почетный доктор Женевского университета (2010)